# Wilson Valdez
Wilson Antonio Valdez (Nizao, República Dominicana, 20 de mayo de 1978) es un exjugador de béisbol dominicano de Grandes Ligas que jugó para varios equipos. Era un jugador polivalente en varias posiciones.

## Carrera

### Primeros años
Valdez fue firmado como amateur por los Expos de Montreal el 4 de febrero de 1997. Jugó en el equipo de los Expos en la Dominican Summer League de 1997 a 1999 y luego en diversas ligas menores con los equipos de Single-A de los Expos hasta el 2001.
El 29 de marzo de 2002, fue reclamado en waivers por los Marlins de Florida y enviado al equipo de Doble-A de los Marlins, Portland Sea Dogs. Continuó en la organización de los Marlins en 2003, jugando con su equipo de Doble-A, Carolina Mudcats y su equipo de Triple-A, Albuquerque Isotopes.

### Chicago White Sox
El 17 de junio de 2004, bateó para .319 para Albuquerque. Fue canjeado por los Marlins con dinero en efectivo a los Medias Blancas de Chicago a cambio del relevista Billy Koch. Los Medias Blancas rápidamente lo asignaron a su filial de Triple-A Charlotte Knights, donde bateó .302 y ganó su primera llamada a filas en septiembre de 2004 por los Medias Blancas. El 26 de septiembre de 2004, conectó su primer jonrón contra el lanzador Brian Anderson. En una acción limitada bateó .233 para los Medias Rojas.

### De los Seattle Mariners a los San Diego Padres
Después de la temporada, fue puesto en waivers por los Medias Blancas y reclamado por los Marineros de Seattle. Empezó la temporada 2005 como el campocorto titular de los Marineros. Sin embargo, bateó para .198 y fue cambiado a los Padres de San Diego el 9 de junio de 2005. Después de una temporada con el equipo Triple-A de los Padres, Portland Beavers, regresó a las Grandes Ligas con los Padres, bateando .231 en agosto, como un utility player.

### Los Angeles Dodgers
Después de la temporada 2005, fue liberado por los Padres y firmó un contrato de ligas menores con los Reales de Kansas City, quienes rápidamente lo cambiaron a los Dodgers de Los Ángeles durante los entrenamientos de primavera.

### Béisbol fuera de Estados Unidos
En 2007, una lesión en los entrenamientos de primavera del campocorto titular de los Dodgers Rafael Furcal creó un espacio para Valdez en el roster en el opening day, esto le dio tiempo de juego en los Dodgers. Después de un rápido inicio, sin embargo, se enfrió rápidamente y fue devuelto a Triple-A. El 3 de enero de 2008, el contrato de Valdez fue vendido a los Kia Tigers de la Organización Coreana de Béisbol. El 9 de junio, firmó un contrato con los Tokyo Yakult Swallows en la Liga Japonesa de Béisbol Profesional.

### New York Mets
En diciembre de 2008, Valdez firmó un contrato de ligas menores con los Indios de Cleveland. El 26 de mayo de 2009, fue cambiado a los Mets de Nueva York y fue colocado en el roster de Grandes Ligas. El 22 de junio de 2009, fue designado para asignación.

### Philadelphia Phillies
El 25 de noviembre de 2009, Valdez firmó un contrato de ligas menores con los Filis de Filadelfia y fue enviado al equipo Triple-A, Lehigh Valley IronPigs. Los Filis seleccionaron su contrato desde las ligas menores el 14 de abril de 2010, como un jugador de cuadro de reserva, cuando Jimmy Rollins pasó a la lista de lesionados. Cuando el infielder de refuerzo Juan Castro se lesionó, Valdez se convirtió en el torpedero de los Filis por un par de semanas en el comienzo de la temporada. El 17 de mayo de 2010, Rollins fue activado desde la lista de lesionados y los Filis designaron a Valdez para asignación, pero lo re-activaron cinco días después, cuando Rollins regresó a la lista de lesionados. Además de jugar el campo corto, Valdez reforzó a Chase Utley en la segunda base cuando estaba en la lista de lesionados con una lesión en la mano.
El 29 de julio, en un partido contra los Diamondbacks de Arizona, Valdez bateó un sencillo, para que anotara Cody Ransom desde la segunda base y darle a los Filis una victoria 3-2.
En 2010, Valdez impuso marcas personales en partidos jugados, turnos al bate, carreras anotadas, hits, bases totales, dobles, triples, jonrones, carreras impulsadas, bases por bolas, base por bolas intencionales, ponches, bases robadas, porcentaje de slugging y on base plus slugging percentage (OPS).
En un juego iniciado el 25 de mayo de 2011 (pero que no concluyó hasta el 26 de mayo), Valdez  pasó de segunda base a lanzador en el inning 19, lanzando una entrada y sin permitir carreras. Esta fue la primera vez que lanzó de manera profesional. Cuando los Filis ganaron en la parte baja del inning 19, fue acreditado con la victoria. Valdez se convirtió así en el primer jugador de posición en obtener una victoria desde que el receptor Brent Mayne ganó un partido para los Rockies de Colorado en el 2000, y el segundo desde 1968. De acuerdo a Elias Sports Bureau, Valdez fue el primer jugador desde Babe Ruth, que inicia un juego como infielder y luego obtiene una victoria como lanzador.

### Cincinnati Reds
El 25 de enero de 2012, Valdez fue canjeado a los Rojos de Cincinnati a cambio del lanzador zurdo Jeremy Horst. En 77 juegos con los Rojos, Valdez bateó (.206 / .236 / .227) con 15 carreras impulsadas y 3 bases robadas. Hizo 44 aperturas, 27 en el campo corto. El 8 de noviembre, Valdez eligió agencia libre.

### San Francisco Giants
Firmó un contrato de ligas menores con los San Francisco Giants en diciembre de 2012.

### Miami Marlins
El 23 de marzo de 2013, firmó un contrato de ligas menores con los Miami Marlins con una invitación a los entrenamientos de primavera.

### Camden Riversharks
El 25 de mayo de 2013, firmó un contrato con Camden Riversharks de la Liga Atlántica.

### York Revolution
El 21 de febrero de 2014, firmó un contrato con el York Revolution de la Liga Atlántica. Se convirtió en agente libre después de la temporada 2015